# Elecciones generales de Irlanda de 2011
Las elecciones generales de Irlanda de 2011 se llevaron a cabo el 25 de febrero de 2011 para elegir a 166 Teachtaí Dála en 43 circunscripciones para el Dáil Éireann, la cámara baja del parlamento irlandés, el Oireachtas. El Dáil fue disuelto y las elecciones generales convocadas por la presidenta Mary McAleese el 1 de febrero, a petición del Taoiseach Brian Cowen. El 31.er Dáil se reunió el 9 de marzo de 2011 para nombrar a un Taoiseach y aprobar a los nuevos ministros del 29.º gobierno de Irlanda, un gobierno de coalición del Fine Gael y el Partido Laborista con una mayoría de 58 votos.

## Sistema electoral
Bajo el sistema de representación proporcional por medio del voto único transferible, cada votante puede marcar a todos los candidatos en orden de preferencia. La cuota se determina en el primer recuento en cada circunscripción dividiendo el número de votos válidos por uno más que el número de escaños (por lo tanto, la cuota es del 25 % en una circunscripción de tres escaños, del 20 % en una circunscripción de cuatro escaños y del 16,67 % en una circunscripción de cinco escaños).
Cualquier candidato que alcance o supere la cuota es elegido. Si menos candidatos alcanzan la cuota que el número de escaños a cubrir, el último candidato se elimina del recuento y las siguientes preferencias disponibles en esas papeletas se redistribuyen hasta que se elija un candidato. Si dicho candidato ahora tiene más votos que la cuota, su excedente se distribuye a los candidatos restantes en orden de clasificación en las boletas electorales. Esto se repite hasta que suficientes candidatos hayan pasado la cuota para llenar los puestos disponibles, o cuando queda un escaño por cubrir en una circunscripción y ningún candidato es capaz de alcanzar una cuota, ya que no queda nadie para eliminar para una distribución, entonces el candidato del lugar más alto sin una cuota se considera elegido.

## Resultados
| Partido                             | Partido                                | Líder           | Primer Pref votes | % FPv | Swing% | TDs | Cambio (desde 2007) | % de miembros |
| ----------------------------------- | -------------------------------------- | --------------- | ----------------- | ----- | ------ | --- | ------------------- | ------------- |
|                                     | Fine Gael                              | Enda Kenny      | 801 628           | 36.1  | 8.8    | 76  | 25                  | 45.8          |
|                                     | Partido Laborista de Irlanda           | Eamon Gilmore   | 431 796           | 19.5  | 9.3    | 37  | 17                  | 22.3          |
|                                     | Fianna Fáil                            | Micheál Martin  | 387 358           | 17.5  | 24.2   | 20  | 57                  | 12.0          |
|                                     | Sinn Féin                              | Gerry Adams     | 220 661           | 9.9   | 3.0    | 14  | 10                  | 8.4           |
|                                     | Partido Socialista de Irlanda          | Varios          | 26 770            | 1.2   | 0.6    | 2   | 2                   | 1.2           |
| People Before Profit Alliance       | Varios                                 | 21 551          | 1.0               | 0.6   | 2      | 2   | 1.2                 |               |
| Workers and Unemployed Action Group | Séamus Healy                           | 8818            | 0.4               | 0.1   | 1      | 1   | 0.6                 |               |
|                                     | Partido Verde de Irlanda               | John Gormley    | 41 039            | 1.8   | 2.9    | 0   | 6                   | 0             |
|                                     | South Kerry Independent Alliance       | Michael Gleeson | 4939              | 0.2   | 0.2    | 0   |                     | 0             |
|                                     | Partido de los Trabajadores de Irlanda | Mick Finnegan   | 3056              | 0.1   | 0      | 0   |                     | 0             |
|                                     | Christian Solidarity Party             | Richard Greene  | 2102              | 0.1   | 0      | 0   |                     | 0             |
|                                     | Fís Nua                                | Ninguno         | 938               | 0     |        | 0   |                     | 0             |
|                                     | Independientes                         | —               | 269 703           | 12.1  | 6.9    | 14  | 9                   | 8.4           |
| Total                               | Total                                  | Total           | 2,220,359         | 100   |        | 166 | Turnout             | 70.0 %        |

1. ↑  El total del Fianna Fáil incluye Ceann Comhairle Séamus Kirk, que fueron re-elegidas automáticamente.
2. ↑  Los candidatos independientes elegidos fueron Stephen Donnelly, Luke 'Ming' Flanagan (of New Vision), Tom Fleming, Noel Grealish, John Halligan, Michael Healy-Rae, Michael Lowry, Finian McGrath, Mattie McGrath, Catherine Murphy, Maureen O'Sullivan, Thomas Pringle, Shane Ross, y Mick Wallace.

### Manifestos
- Fianna Fáil: Real Plan Better Future
- Fine Gael: Let’s Get Ireland Working/ Cuirimis Éire Ag Obair
- Green Party: Renewing Ireland
- Labour Party: One Ireland - Jobs, Reform, Fairness Archivado el 19 de marzo de 2012 en Wayback Machine.
- Sinn Féin: There Is A Better Way/ Tá Bealach Níos Fearr Ann

- Datos: Q767723
- Multimedia: 2011 Irish general election / Q767723